# Aleksandar Lasarow (Biathlet)
Aleksandar Lasarow (bulgarisch Александър Лазаров, engl. Transkription Aleksandar Lazarov; * 3. November 1990) ist ein bulgarischer Biathlet.
Aleksandar Lasarow gab sein internationales Debüt im Rahmen der Sommerbiathlon-Europameisterschaften 2008 in Bansko, wo er mit vier Schießfehlern 26. des Sprints und mit 14 Fehlern 27. des Massenstartrennens wurde. Weitere internationale Einsätze folgten ab der Saison 2008/09 im IBU-Cup. Dort bestritt er in Obertilliach bei einem Einzel sein erstes Rennen und erreichte den 106. Platz. Auf der übernächsten Station der Rennserie in Nové Město na Moravě platzierte er sich als 71. eines Sprints erstmals unter den besten 100. Kurz darauf gewann er in Osrblie als 39. eines Sprints erste Punkte. In Bansko erreichte Lasarow mit zwei zehnten Plätzen in Sprint und Verfolgung seine besten Resultate im IBU-Cup. Großereignis der Saison wurden die Biathlon-Europameisterschaften 2009 in Ufa, wo Lasarow bei den Juniorenrennen 32. des Einzels, 41. des Sprints, 38. der Verfolgung und Staffel-Sechster wurde. Im folgenden Jahr startete der Bulgare bei den Biathlon-Juniorenweltmeisterschaften 2010 in Torsby und wurde dort 68. des Einzels, 67. des Sprints und 13. mit der Staffel. 2011 folgten die Juniorenweltmeisterschaften in Nové Město, bei denen Lasarow im Einzel auf den 85. Platz kam, 76. im Sprint und 15. des Staffelrennens wurde.